# Gasvrat
Gasvrat is een voormalig Nederlands fietsenmerk. De naam is een afkorting van Gemakkelijk Aangenaam Snel Verbeterd Rijwiel Adolf Timmer.
Het merk werd opgericht door Adolf Timmer geb. 1875 en een huisarts, wiens naam nog steeds onbekend is. Beide woonden aan het Zuiderdiep in Valthermond. Adolf Timmer was van oorsprong smid en hij had een dorpssmederij aan het Zuiderdiep in Valthermond. 
Tussen 1910 en 1915 ontwikkelden en bouwden deze twee mannen hun fietsen die voor hun tijd specifiek gekenmerkt werden door de zit boven het achterwiel en de verende voorvork. Er werden minimaal 1000 van dit soort fietsen gebouwd, in zowel heren als damesmodellen. Financieel werd het echter geen groot succes. Aan het einde van de productieperiode was de smid bijna failliet en de praktijk van de arts verlopen.
Van de Gasvrat fietsen is er met zekerheid een herenrijwiel en een damesrijwiel bewaard gebleven. Deze zijn te bezichtigen bij fietsmuseum De Barrel in Haulerwijk.